# ポントゥス・フュシュテンベリー

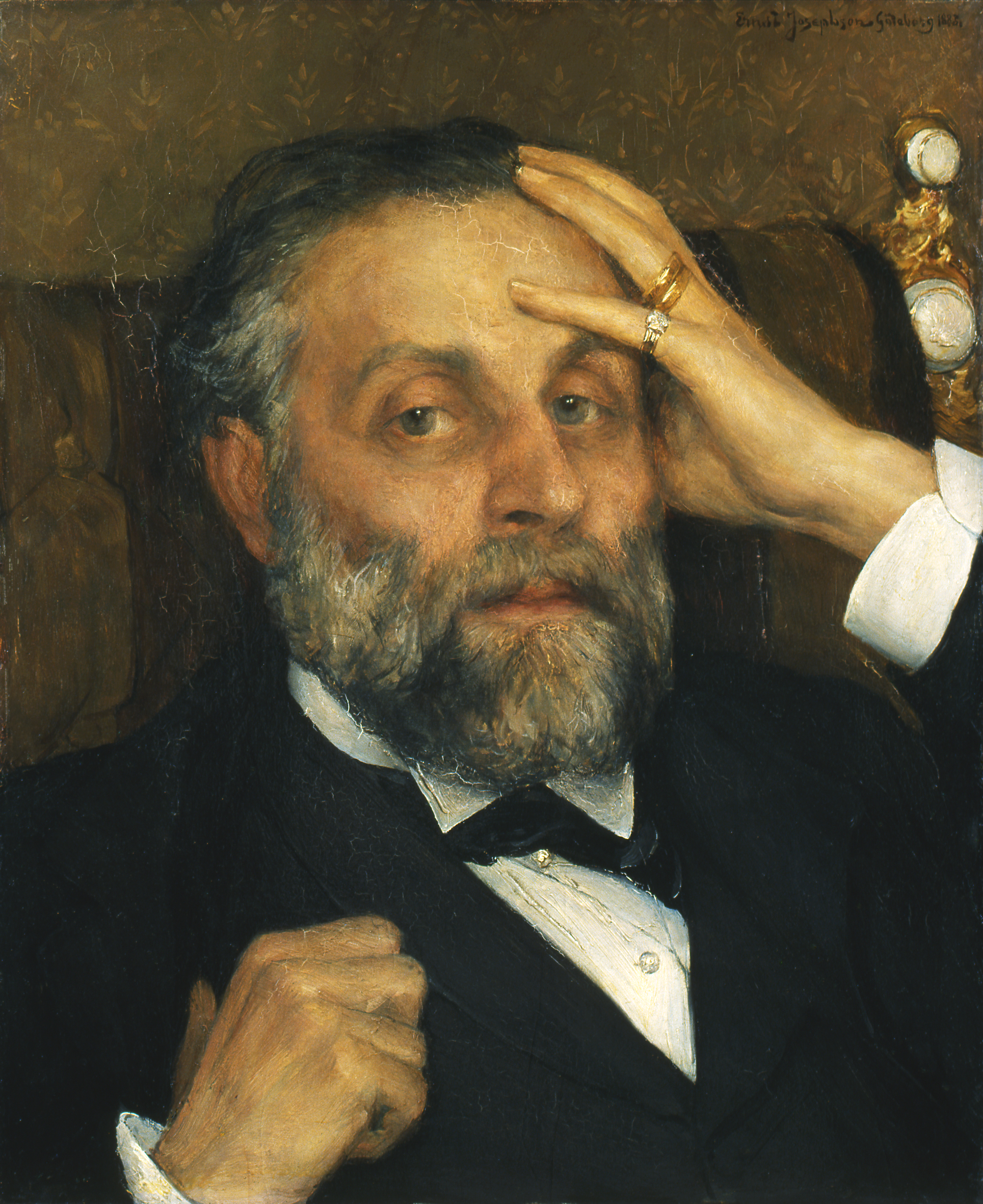
アーンシュト・ユーセフソンによるポントゥス・フュシュテンベリーの肖像。

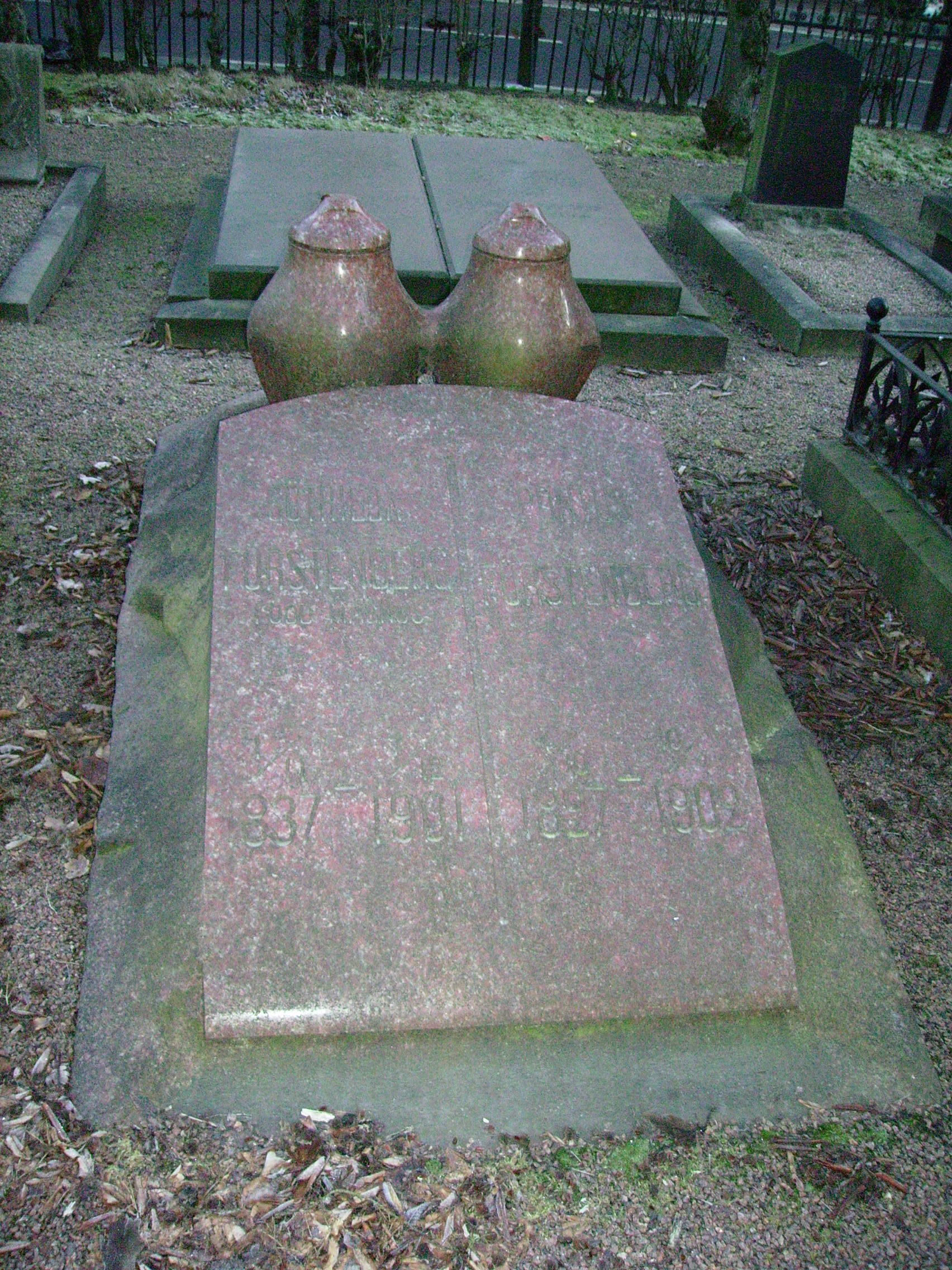
フュシュテンベリー夫妻の眠る墓はイェーテボリにある。

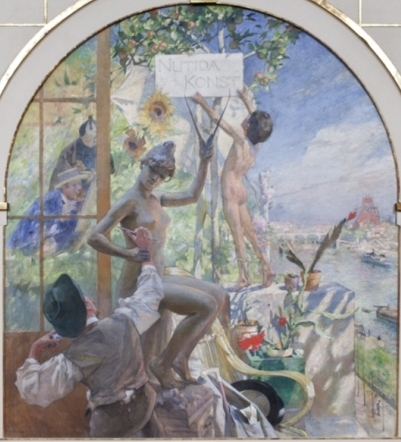
カール・ラーションによるフュシュテンベリー家の壁画三部作の1点『新しい（今日の）芸術』。

ポントゥス・フュシュテンベリー（フュルステンベルクとも。Pontus Fürstenberg。1827年10月4日 - 1902年4月10日）は、スウェーデンのイェーテボリ市の資産家である。彼は画家のカール・ラーションやアンデシュ・ソーンらのパトロンでもあった。彼はまた、ソーンを通じて画家ブルーノ・リリエフォッシュも支援していた。妻はイェーテルダ(Göthilda)で、1891年にラーションはイェーテルダの肖像画を制作している。
ポントゥスは美術収集家でもあり、スウェーデンで最も多くのコレクションを所持していた。コレクションは彼の死後、イェーテボリ美術館が所有することとなり、美術館における19世紀北欧美術作品の中核をなしている。
ポントゥスはラーションに、イェーテボリの自宅内に3幅対のフレスコ壁画の制作を依頼した。1888年に完成したそのフュシュテンベリー家の壁画三部作『Rokoko-Renässans-Nutida konst（ロココ、ルネサンス、新しい（今日の）芸術）』もイェーテボリ美術館にある。